# Национальная служба погоды Эстонии
Национальная служба погоды Эстонии (эст. Riigi Ilmateenistus) — национальная метеорологическая служба Эстонии, отделение Агентства по окружающей среде Эстонии, которое подчиняется Министерству окружающей среды Эстонии. Является полноправным членом Всемирной метеорологической организации и Европейской организации спутниковой метеорологии (EUMETSAT). Основана 1 июня 2013 года, ранее её предшественником являлся Эстонский метеорологический и гидрологический институт, существовавший как отдельная организация.

## Деятельность
На официальном сайте Эстонской национальной службы доступен прогноз погоды на ближайшие 4 дня на эстонском, английском и русском языках, а также прогноз на неделю и на месяц. Доступны также метеорадары, прогностические модели и информация о возможных предупреждениях (штормовых, грозовых, по аэродромам и т.д.). Официально информацию о погоде, собранную Национальной службой погоды Эстонии, представляет и Агентство по окружающей среде Эстонии.